# Ambrósio Leitão da Cunha

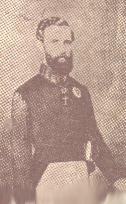
Ambrósio Leitão da Cunha

Ambrósio Leitão da Cunha, Barão de Mamoré (* 21. August 1825 in Belém, Pará; † 5. Dezember 1898 in Rio de Janeiro) war ein brasilianischer Politiker, der unter anderem Mitglied der Abgeordnetenkammer und zwischen 1870 und 1889 Mitglied des Senats des Kaiserreichs Brasilien war. Er wurde 1883 als Barão de Mamoré in den Adelsstand erhoben und fungierte zudem von 1885 bis 1887 als Innenminister.

## Leben
Ambrósio Leitão da Cunha begann nach dem Schulbesuch in Lissabon ein Studium der Rechtswissenschaften und war im Anschluss als Rechtsanwalt und Richter tätig. Er engagierte sich in der Versöhnungsbewegung (Movimento Conciliador) sowie der Progressiven Liga (Liga Progressista). Er war Mitglied der Konservativen Partei (Partido Conservador) und wurde für diese 1852 als Deputado Geral erstmals Mitglied der Abgeordnetenkammer (Câmara dos Deputados do Brasil) und vertrat in dieser 1852 sowie erneut zwischen 1855 und 1856 die Provinz Amazonas. Als Nachfolger von João da Silva Carrão war er 1858 kurzzeitig kommissarischer Präsident der Provinz Pará und wurde als solcher von Manuel de Frias e Vasconcelos abgelöst. Als Nachfolger von Henrique Pedro Carlos de Beaurepaire-Rohan übernahm er 1859 das Amt als Präsident der Provinz Paraíba und behielt dieses bis 1860, woraufhin Luís Antônio da Silva Nunes ihn ablöste. Er selbst wiederum wurde als Nachfolger von Luís Barbalho Moniz Fiúza 1860 Präsident der Provinz Pernambuco und wurde daraufhin 1861 von Antônio Marcelino Nunes Gonçalves abgelöst.
Nachdem Leitão da Cunha als Vertreter der Provinz Pará zwischen 1861 und 1863 abermals Mitglied der Abgeordnetenkammer war, löste er 1863 João Pedro Dias Vieira als Präsident der Provinz Maranhão ab und verblieb in dieser Funktion bis zu seiner Ablösung durch Miguel Joaquim Aires do Nascimento 1863. Als dessen Nachfolger wurde er 1864 noch einmal Präsident der Provinz Maranhão und übte dieses Amt bis zu seiner Ablösung durch José Caetano Vaz Júnior Zugleich vertrat er zwischen 1864 und 1866 die Provinz Pará wieder als Mitglied der Abgeordnetenkammer. Nachdem er als Nachfolger Souza Dantas von 1866 bis zu seiner Ablösung durch João Ferreira de Moura Provinz Bahia war, wurde er 1867 erneut Mitglied der Abgeordnetenkammer und vertrat in dieser bis 1868 abermals die Provinz Pará. Er löste 1868 Manuel Cerqueira Pinto Präsident der Provinz Maranhão ab, wurde von diesem aber bereits kurz darauf wieder abgelöst. Kurz darauf übernahm er von Manuel Cerqueira Pinto noch einmal den Posten als Präsident der Provinz Maranhão und behielt diesen nunmehr bis 1869, woraufhin José da Silva Maia ihn ablöste.

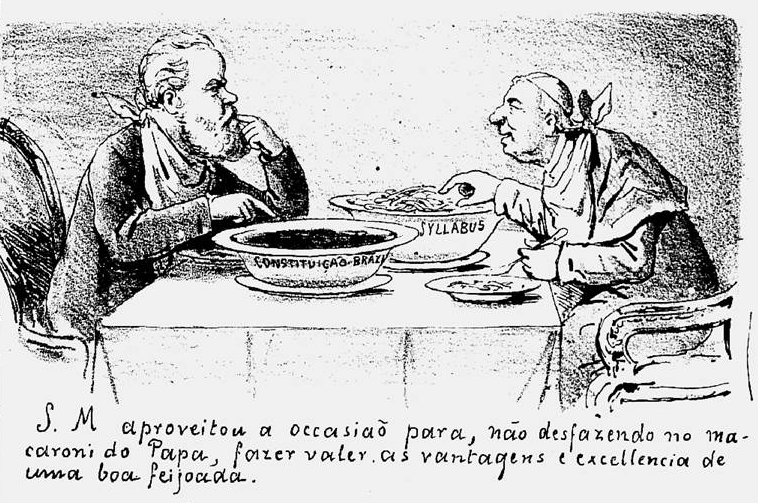
Karikatur zur „Relionsfrage“ (Questão Religiosa)

Daraufhin ernannte Kaiser Dom Pedro II. Ambrósio Leitão da Cunha zum Mitglied des Senats des Kaiserreichs Brasilien (Senado do Império do Brasil), allerdings wurde dies am 3. Juli 1869 vom Senat annulliert. Bei der Wahl vom Oktober 1869 wurde er dann mit dem zweitbesten Ergebnis zum Mitglied des Senats gewählt und gehörte diesem als Vertreter der Provinz Amazonas von 1870 bis zum Sturz der Monarchie am 15. November 1889 an (14. bis 20. Legislaturperiode). Während seiner Senatsmitgliedschaft stimmte er unter anderem für mehrere Gesetze zur Abschaffung der Sklaverei: das Lei do Ventre Livre, das Lei dos Sexagenários und zuletzt für das Lei Áurea. In der sogenannten „Relionsfrage“ (Questão Religiosa) stellte er sich gegen die Bischöfe von Pará und Olinda.
Leitão da Cunha setzte sich maßgeblich für die Madeira-Mamoré-Eisenbahn und wurde für seine Bemühungen am 3. März 1883 als Barão de Mamoré in den Adelsstand erhoben. Am 20. August 1885 wurde er schließlich als Innenminister in das Kabinett von Premierminister João Maurício Wanderley berufen und bekleidete dieses Amt bis zum 21. Juli 1887, woraufhin Manuel do Nascimento Machado Portela seine Nachfolge antrat. Für seine langjährigen Verdienste wurde er zudem zum Kommandeur des Christusordens von Portugal sowie des Ordens der Rose ernannt.

## Veröffentlichungen
- Discurso do presidente da província na inauguração da Irmandade da Misericórdia da cidade de Recife, Recife 1860
- Análise da lei de orçamento vigente e do projeto para orçamento de 1863, 1863
- Questão religiosa. O senador Leitão da Cunha ao Bispo do Pará, Rio de Janeiro 1873